# اوستهلدن
اوستهلدن (به آلمانی: Osthelden) یک منطقهٔ مسکونی در آلمان است که در فرویدن‌برگ (زیگرلند) واقع شده‌است.
این منطقه ۷۰۰ نفر جمعیت دارد.